# 남궁선
남궁선(1980년 4월 9일 ~ )은 대한민국의 영화 감독이다. 《십개월의 미래》, 《힘을 낼 시간》을 감독했다.

## 경력
2004년 서울대학교 건축학과를 졸업해 한국예술종합학교 영화과에 입학해 2009년 졸업했으며, 2019년 《십개월의 미래》를 졸업 작품으로 예술전문사 학위를 취득했다.

## 필모그래피

### 장편 영화
| 연도 | 제목 영어 제목                 | 참여 | 참여 | 참여   | 참여 |
| 연도 | 제목 영어 제목                 | 감독 | 각본 | 제작   | 비고 |
| ---- | ------------------------------ | ---- | ---- | ------ | ---- |
| 2020 | 십개월의 미래 Ten Months       | 예   | 예   | 아니요 |      |
| 2023 | 힘을 낼 시간 Time to Be Strong | 예   | 예   | 아니요 |      |